# Canthidium angusticeps
Canthidium angusticeps là một loài bọ cánh cứng trong họ Bọ hung (Scarabaeidae).